# Мос Ландинг (Калифорнија)
Мос Ландинг (енгл. Moss Landing) насељено је место без административног статуса у америчкој савезној држави Калифорнија.

## Демографија
По попису из 2010. године број становника је 204, што је 96 (-32,0%) становника мање него 2000. године.
| Група             | 2000.       | 2010.       |
| Белци             | 168 (56,0%) | 138 (67,6%) |
| Афроамериканци    | 9 (3,0%)    | 7 (3,4%)    |
| Азијати           | 6 (2,0%)    | 2 (1,0%)    |
| Хиспаноамериканци | 85 (28,3%)  | 46 (22,5%)  |
| Укупно            | 300         | 204         |